# Dúnchad Ier de Dalriada
Dúnchad mac Conaing  ou  Dúnchad mac Dubháin (mort en 654), co-roi du Dál Riata de 650 à 654.

## Origine
L’origine de ce personnage qui appartient à une lignée secondaire du Cenél Gabráin et règne conjointement avec Conall Crandomna est contestée :
- Certains estiment qu’il était « Dunchad mac Dubhan mac Eugan mac Eoganan » donc l’arrière-petit-fils de Eòganán mac Gabráin (mort en 595) [3], le frère ainé d’Áedan mac Gabráin [4].
- D’autres comme James E. Fraser le considèrent, sur la base du Senchus Fer n-Alban, comme le fils de Conaing mac Aedan mort noyé en 622[5], un fils cadet du même Aedan mac Gabrain et que «  Dubhán » est seulement un surnom diminutif signifiant « noirot », qui se rapporte à son père[6]

## Règne
Le Duan Albanach le nomme simplement « Dúngall »  et lui accorde un règne de 10 ans conjoint avec celui de Conall  En tout état de cause son règne est lié à la situation désastreuse dans laquelle se trouvait le royaume de Dal Riata à la suite de la défaite et de la mort de Domnall Brecc.
Les Annales d'Ulster nous informent que Dúnchad mac Conaing, est tué en 654 lors de la bataille de Stráith Ethairt dans les Highlands près de Balquhidder par le roi des Pictes Talorgan mac Enfret

## Postérité
Dúnchad semble être par ailleurs le père de Conall Cael mac Dúnchad tué en 681 
de Conaing mac Dúnchad tué dans une escarmouche à Skye en 701  et par son autre fils nommé Osséne, le grand-père de Fiannamail nepos Dúnchado i.e Fiannamail ua Dúnchada roi de Dalriada tué en 700.
D'autres « ui Donnchado » sont mentionnés par les annalistes à cette époque:  Becc ua Dúnchada, tué en 707, Tuibride ua Dúnchada tué en 719  et enfin peut-être du roi de Kintyre Dúnchad Becc mort en 721.

## Sources
- (en) Alfred P. Smyth, Warlords and Holy Men Scotland ad 80~1000, Edinburgh, Edinburgh University Press, 1984, 279 p. (ISBN 0748601007).
- (en) James E. Fraser, From Caledonia to Pictland, Scotland to 795, Edinburgh, Edinburgh University Press, coll. « The New Edinburgh History of Scotland » (no 1), 2009, 436 p. (ISBN 978-0-7486-1232-1)
- (en) Ann Williams,Alfred P. Smyth, D P Kirby, A Bibliographical Dictionary of Dark Age Britain (England, Scotland and Wales c.500-c.1050), Londres, Seaby, 1991, 253 p. (ISBN 1 852640472)